# Ga văn phòng chính quyền phía Bắc Gyeonggi
Ga văn phòng chính quyền phía Bắc Gyeonggi (tiếng Hàn: 경기도청북부청사역; Hanja: 京畿道廳北部廳舍驛) là ga của Tuyến U ở Shingok-dong, Uijeongbu, Gyeonggi-do, Hàn Quốc.

## Bố trí ga
| Saemal ↑ |
| \| １    |
| ↓ Hyoja  |

| １ | ← ●Tuyến Uijeongbu Hướng đi Balgok                                                   |
| ２ | → ●Tuyến Uijeongbu Hướng đi Sân ga tạm thời tại Depot đường sắt hạng nhẹ Uijeongbu → |

## Liên kết
- (tiếng Hàn) Thông tin ga Lưu trữ ngày 29 tháng 11 năm 2014 tại Wayback Machine từ Uijeongbu LRT Co. LTD.